# Asociación Portuguesa de Hispanistas

La Asociación Portuguesa de Hispanistas (en portugués: Associação Portuguesa de Hispanistas) (ASPHI) es una organización política fundada en Portugal, cuya actual sede se encuentra en la ciudad de Lisboa. Forma parte del Instituto Cervantes y su objetivo principal es promover el conocimiento de la cultura hispánica en Portugal mediante el estudio del idioma español, la literatura española e hispanoamericana, así como también las manifestaciones artísticas y científicas de los países hispanohablantes. Con más de 80 mil estudiantes al año, el Instituto Cervantes es la institución oficial de referencia mundial para la enseñanza del español en este país ibérico. Además de los cursos, el Instituto Cervantes ha llevado a cabo un amplio programa de actividades culturales y que dispone en su biblioteca de una amplia colección de literatura hispánica y audiovisuales. Por vinculación histórica, España y Portugal, se unieron desde 1580 hasta 1640, cuando el trono de Portugal fue retenido por los reyes Habsburgo de España. Este periodo marcó el fin del I imperio portugués al establecerse la Unión Ibérica (o Unión de las Coronas), o según definición de la época "Unión de los reinos españoles", o de España (siendo los reinos españoles la Corona de Aragón, Castilla y Portugal). Los territorios del imperio portugués, pasaron a formar también parte del Imperio español, en la que España las gobernó hasta la total independencia de Portugal de su antigua metrópoli. De acuerdo a la historia en común que tienen ambos países, han surgido otras ideas como el Iberismo, como la tendencia de carácter político a integrar España y Portugal en un todo peninsular.  Ideales que fueron promovidos principalmente por movimientos republicanos y socialistas de España y Portugal, desde el siglo XIX.
Hoy en día España y Portugal, son Estados miembros de pleno derecho de la Cumbre Iberoamericana, de la Comunidad Iberoamericana de Naciones y de la Organización de Estados Iberoamericanos para la Educación, la Ciencia y la Cultura, en la que ha habido intercambios culturales y lingüísticas. Siendo ambos el español y el portugués lenguas oficiales de dicha cumbre y comunidad. 
Así como se creó la Asociación Portuguesa de Hispanistas en Portugal, también se creó la Academia Galega da Língua Portuguesa, en la que la comunidad autónoma de Galicia, en la que sido reconocida con el estatus de Observador Consultivo por la Comunidad de Países de Lengua Portuguesa.